# Keeley Hazell

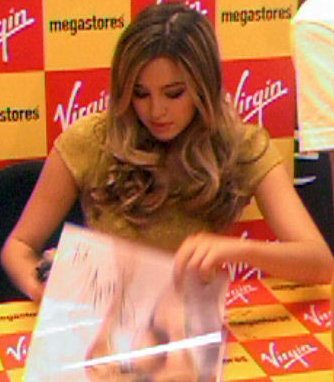
Keeley Hazell

Keeley Hazell (* 18. September 1986 in Lewisham, London, England) ist ein Fotomodell, Schauspielerin und Page Three girl aus Großbritannien.

## Frühes Leben
Keeley Hazell wuchs in Grove Park, London Borough of Lewisham auf. Sie hat zwei Schwestern. Ihre Mutter ist Mitarbeiterin einer Schulkantine, ihr Vater ist Fenstermonteur. Selbige trennten sich, als Keeley noch 13 war. Sie ging auf die Ravensbourne School in Bromley.

## Modelkarriere
Mit 16 Jahren verließ sie die Schule, um Friseurin zu werden. Mit 17 nahm sie bei der Aktion Search for a Beach Babe des Daily Stars teil und gewann. Später beendete sie ihre Laufbahn als Friseurin und meldete sich auf dem Lewisham College an, wo sie jedoch nicht lange blieb. Ein Freund überredete sie, sich für das Page 3 Idol der Sun zu bewerben, den sie im Dezember 2004 gewann. Der Bildhauer Leigh Heppell machte daraufhin drei Gipsskulpturen ihrer Brüste, wovon zwei heute in den Büros der Sun stehen und eine in Keeley Hazells Haus. Der andere Teil ihres Gewinns war ein spezieller Vertrag mit der Sun. Wie auch Kelly Brook hat sie Jon Fowler als Manager.
Keeleys Bilder tauchen regelmäßig im ZOO und der Sun auf. Sie war auch auf dem Deckblatt der Page 3-Kalender der Sun 2006 und 2007, zusätzlich zu ihren eigenen erfolgreichen Kalendern 2006 und 2007. Keeley wurde ein Angebot vom Playboy unterbreitet, das sie jedoch ablehnte.

## Filmografie (Auswahl)
- 2006: Cashback
- 2011: Like Crazy
- 2011: How to Stop Being a Loser
- 2012: My Funny Valentine
- 2012: Footsoldiers of Berlin – Ihr Wort ist Gesetz (St George’s Day)
- 2012: The Beauty Inside (Miniserie, 5 Episoden)
- 2013: Awful Nice
- 2013: Happily Divorced (Fernsehserie, Folge 2x24 For Better or for Worse)
- 2014: Kill the Boss 2 (Horrible Bosses 2)
- 2015: Whispers
- 2015–2018: The Royals (Fernsehserie, 7 Folgen)
- 2016: Queen of Hearts (Kurzfilm)
- 2018: He Loved Them All (Fernsehfilm)
- 2020–2023: Ted Lasso (Fernsehserie, 7 Folgen)

## Auszeichnungen
- Gewinnerin des The Sun's Page 3 Idol 2004
- Platz 17 in Loaded's 100 Peachiest Celebrity Chests 2005
- Zoo's Britain's Sexiest Model
- Zoo's Sexiest Body 2005
- #2 in The Sun's Favourite Page 3 Girls of All Time
- „Best Page 3 Girl“, gewählt bei den FHM Bloke Awards 2006
- FHM's 2nd Sexiest Women In The World 2006
- Gewinnerin des The Sun Online's Reality Babe Cup
- Zoo's Sexiest Body 2006
- Best Celeb Body 2006 (More readers' survey)
- FHM's 2nd Sexiest Women In The World 2007
- FHM's 3rd Sexiest Woman Alive 2008